# گنده
گُنده (به انگلیسی: The big one) فیلمی از مایکل مور، مستندساز آمریکایی است که در سال ۱۹۹۶ ساخته و در ۱۹۹۸ اکران شد. مایکل مور این فیلم را در سفری که برای معرفی کتابش، ‎Downsize This!‏ به ۴۷ شهر در ایالات متحده آمریکا داشت ساخت و وضعیت اقتصادی آمریکا را در حال سقوط و کارگران را در ترسِ از بی‌کاری یافته و توصیف می‌کند.
او در این فیلم به بهره‌کشی شرکت‌های بین‌المللی مانند نایک از کارگران و کودکان کار پرداخت. گزارش‌های سازمان Play Fair و این فیلم موجب سقوط سهام و کاهش فروش این شرکت شد.
هرچند که بیشتر این فیلم تعقیب ناموفق مور برای مصاحبه با رئیس‌ها و مدیران شرکت‌ها را نشان می‌دهد، سرانجام موفق می‌شود از یکی از مسئولان شرکت نایک فیلم بگیرد. «گنده» همچنین به بیل کلینتون و سه نامزد مهم دیگر انتخابات ریاست جمهوری آمریکا در سال ۱۹۹۶ می‌پردازد.